# جیزلا (خواننده)
جیزلا (به انگلیسی: Gisela) (زاده ۱ ژانویه ۱۹۷۹) خواننده اسپانیایی است.
او نماینده آندورا در مسابقه آواز یوروویژن ۲۰۰۸ بود .